# Сміттєві ворота
Сміттєві ворота (також відомі як, Гнійні ворота, івр. שַׁעַר הַאַשָּׁפוּת Шаар Гаашпот, Магрибські ворота, араб. باب المغاربة — Баб аль Маґгаріба; або Сілоамські ворота) — одні з восьми воріт стіни старого міста Єрусалима, побудовані у 1540 році Сулейманом Пишним, у часи створення оборонної стіни навколо міста. Знаходяться безпосередньо біля Храмової гори та з них є прямий доступ до площі перед Стіною плачу.

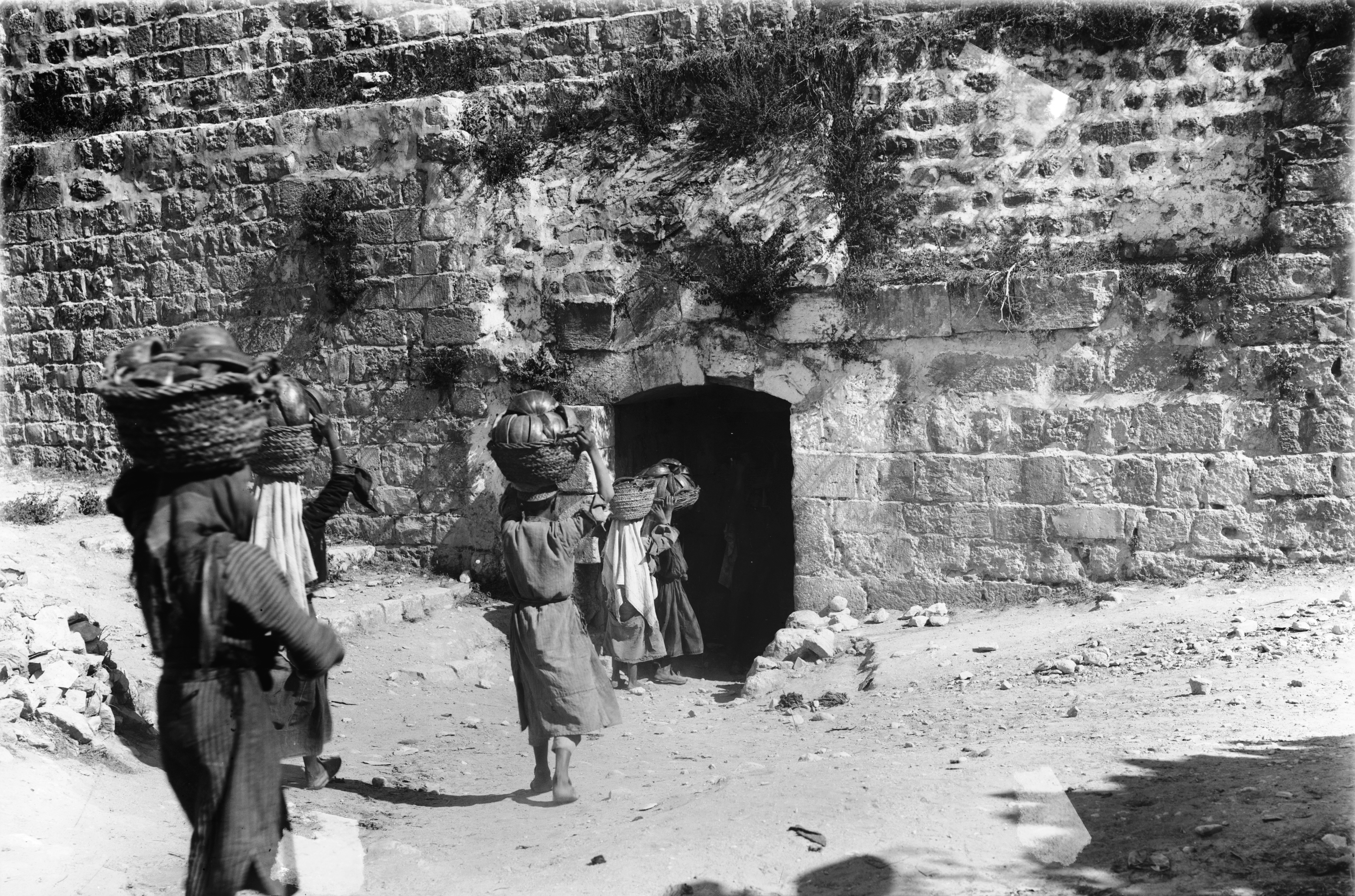
Сміттєві (Магрибські) ворота на початку 1940 р., до їх збільшення в 1952 році

Назва воріт відома давно і згадана у Книзі Неємії — Неєм 2:13.
Ворота були побудовані у 1540 році за правління Сулеймана Пишного на місці старого, колишнього переходу, через який колись входили безпосередньо на Храмову гору.
Під час війни за незалежність у 1948 році, ізраїльські війська спробували прорватися через Сміттєві ворота до Єврейського кварталу в Старому місті. Пізніше Йорданією було закрито Яффські ворота і через це Сміттєві ворота було розширено. Свою сучасну форму ворота отримали у 1985 році. Завдяки розширенню воріт до Стіни Плачу став можливим доїзд автобусів.